# 77 Dywizja Piechoty (III Rzesza)
77 Dywizja Piechoty (niem. 77. Infanterie-Division) – niemiecka dywizja z czasów II wojny światowej, sformowana na mocy rozkazu z 15 stycznia 1944 w Münsingen przez V Okręg Wojskowy.

## Struktura organizacyjna
- Skład w styczniu 1944
  - 1049  pułk grenadierów
  - 1050  pułk grenadierów
  - 177  pułk artylerii
  - 177  batalion pionierów
  - 177  oddział przeciwpancerny
  - 177  oddział łączności
  - 177  polowy batalion zapasowy

## Dowódcy dywizji
- gen. por. Walter Poppe 1 II 1944 – 25 IV 1944;
- płk Rudolf Bacherer 25 IV 1944 – 1 V 1944;
- gen. por. Rudolf Stegmann 1 V 1944 – 18 VI 1944;
- płk Rudolf Bacherer 18 VI 1944 – IX 1944;